# Jigoro Kano
Kanō, Jigorō (嘉納 治五郎 Kanō Jigorō), född 1860 i Kobe, Japan - död 1938 ombord på Hikawa Maru. Dr. Kanō är den man som skapade budoarten judo ur äldre kampstilar. På så sätt skapade han en modern och accepterad tävlingsidrott ur den jujutsu som på Kanōs tid hade relativt dåligt rykte. Jūdō är själva urtypen av modern budō; gendai budo.